# Severin Gottlieb Ziegenbalg
Severin Gottlieb Ziegenbalg, auch Severino Gottlieb Ziegenbalcken (getauft 12. Juli 1681 in Groß Salze; begraben 8. August 1713 in Magdeburg) war ein deutscher Bildhauer.

## Leben
Ziegenbalg wurde als Sohn des Syndikus Martin Ziegenbalg geboren und am 12. Juli 1681 in Groß Salze getauft. Der Vater stammte aus Radeberg und war wie bereits der Großvater Schüler an der Fürstenschule Meißen. Vor seiner Zeit in Groß Salze war der Vater als Syndikus in Eisleben tätig. Am 2. Dezember 1710 heiratete Severin Gottlieb Ziegenbalg in der Sankt-Johannis-Kirche in Magdeburg. Der Name seiner Frau ist jedoch unbekannt. Am 8. Januar 1713 wurde seine Tochter Anna Cathrina in der Ulrichskirche in Magdeburg getauft.
In dieser Zeit entstand auch der durch ihn geschaffene barocke Kanzelaltar der Sankt-Stephanus-Kirche in Westerhüsen. Bereits kurz nach der Vollendung des Werkes verstarb Ziegenbalg im Alter von lediglich 32 Jahren. Er wurde am Abend des 8. August 1713 in der Ulrichsgemeinde beigesetzt.
Angesichts der Kunstfertigkeit der Westerhüsener Arbeit wird von weiteren Werken Ziegenbalgs ausgegangen. Eine konkrete Zuordnung ist jedoch nicht bekannt. Der von ihm in Westerhüsen geschaffene Kanzelaltar wurde bei einem Luftangriff im Jahr 1945, wie das gesamte Kirchenschiff der Sankt-Stephanus-Kirche zerstört.